# Fier (Albanie)
Pour les articles homonymes, voir Fier.
Fier (en albanais : Fier ou Fieri) est une ville d'Albanie située dans le district de Fier (préfecture de Fier), dans le sud-ouest du pays.
En 2011, la ville comptait 120 655 habitants. Elle dispose d'une raffinerie de pétrole appartenant au groupe ARMO Sh.a.
La ville se trouve à une dizaine de kilomètres de l'ancienne cité corinthienne d'Apollonie d'Illyrie.
Fier est jumelée avec Cleveland (États-Unis).
Le KS Apolonia Fier, club de football de Fier, évolue en deuxième division albanaise. Le club joue ses rencontres à domicile au stade Loni Papuçiu (en).

## Histoire
La ville albanaise est bâtie sur une cité Illyrienne fondée au VIe siècle av. J.-C : Apollonia d’Illyrie, dont subsiste aujourd'hui de nombreuses ruines visitables, comme des temples et un théâtre. Le blason du club de football de la ville albanaise rappelle aujourd'hui encore cet héritage antique.

## Jumelages
- Cleveland (États-Unis)

## Personnalités
- Kristaq Dhamo (1933-2022), réalisateur albanais.
- Eleni Foureira (1987-), chanteuse greco-albanaise
- Ermal Meta (1981-), auteur-compositeur-interprète italo-albanais
- Odise Roshi (1991-), footballeur international albanais
- Hasna Xhukiçi (1988-), Miss Universe Albania 2009
- Kujtim Majaci (1962-2009), joueur de football international albanais.
- Liri Gero (1926-1944), militante communiste albanaise et membre de la résistance durant la Seconde Guerre mondiale, Héros du peuple d'Albanie
- Keidi Bare (1997-), footballeur international albanais